# 工会、农会旧址
工会、农会旧址，位于中国广东省惠州市桥西都市巷11、13号，为惠州市的一个市、县级文物保护单位，类型为近现代重要史迹及代表性建筑，公布时间为1978年。
工会、农会旧址的历史年代为大革命时期。